# 青文勝
青文勝（？—？），字質夫，四川省夔州府人，明朝初期政治人物。
其在龍陽典史任上，因龍陽經常有水患，百姓拖欠賦稅有數十萬人，被強求捶打死者接踵不止。青文勝為此慨然上疏為民請命。后再次上疏，都不被批准。他感歎道，“我有什麽臉面見父老鄉親！”於是再次上疏，后擊鼓并在鼓下自盡身亡。朱元璋聽聞后大驚，憐憫其為民自殺，下詔減免龍陽租二萬四千余石。邑人紛紛建祠祭祀他。萬曆十四年，下詔致春秋祭，命名其祠堂為惠烈。